# フリードリヒ・ヴィルヘルム2世 (シュレースヴィヒ＝ホルシュタイン＝ゾンダーブルク＝ベック公)
フリードリヒ・ヴィルヘルム2世（Friedrich Wilhelm II. von Schleswig-Holstein-Sonderburg-Beck, 1687年6月18日 ポツダム - 1749年11月11日 ケーニヒスベルク）は、シュレースヴィヒ＝ホルシュタイン＝ゾンダーブルク＝ベック家の第5代公爵（在位：1728年 - 1749年）。プロイセン王国の陸軍元帥・地方総督。

## 生涯
シュレースヴィヒ＝ホルシュタイン＝ゾンダーブルク＝ベック公フリードリヒ・ルートヴィヒと、その妻でアウグステンブルク公エルンスト・ギュンターの娘であるルイーゼ・シャルロッテの間の長男。両親は従兄妹同士であった。
ハレ大学卒業後、1704年陸軍中佐の階級でプロイセン軍に入隊。大北方戦争中の1715年にポンメルン戦役でのシュトラールズント包囲戦で戦功を立て、大佐に昇進。1721年父より第11歩兵連隊の連隊長職を譲られた。
プロイセン王フリードリヒ・ヴィルヘルム1世は、彼の功績に対する褒賞として、1717年ケーニヒスベルク郊外ルートヴィヒスヴァルデに建つ城館パレ・フリードリヒスホーフ（Palais Friedrichshof）を、1719年ケーニヒスベルク市中心部に建つグロース・ホルシュタイン城を、それぞれ下賜した。さらに1725年に王よりリーゼンベルク荘園（Gut Riesenberg）を封土として与えられるが、後にこれを売却している。また、カトリックに改宗し皇帝軍に所属した従兄のベック公フリードリヒ・ヴィルヘルム1世から父祖伝来の地ハウス・ベック荘園を買い取るが、1744年には売却した。
1741年のモルヴィッツの戦いでは、プロイセン軍の援軍を率いる役目を担ったが、援軍の到着が遅れてしまったために、新王フリードリヒ2世の怒りを買った。さらに王の不興を知らないまま、無策により敵軍オーストリア軍の複数部隊の進軍を許す失態を重ねたため、同年内に陸軍元帥の名誉職を与えられて前線から外され、ケーニヒスベルクに召還される。1747年ベルリン市長官となるが、この頃には病に罹っており任に堪えないためすぐに辞職した。死後、遺骸はベルリンの衛戍教会に安置された。

## 子女
生涯に2度結婚した。最初はポーランド王冠領財務長官ヴワディスワフ・ロスの娘エレオノーラ・ロスと結婚したが、間に子のないまま死別した。
1721年12月3日、クリストフ・ツー・ドーナ＝シュロディエン城伯の娘ウルズラ・アンナ（1700年 - 1761年）と再婚し、間に1男1女をもうけた。
- フリードリヒ・ヴィルヘルム3世（1723年  - 1757年） - ベック公
- ゾフィー・シャルロッテ（1722年 - 1763年） - 1738年アレクサンダー・エミール・ツー・ドーナ＝シュロビッテン城伯と結婚（1745年死別）、1750年ゴットルプ公子ゲオルク・ルートヴィヒと再婚